# Église Notre-Dame-de-Kazan de Bezvodnoïe
L'église Notre-Dame-de-Kazan (Храм Казанской иконы Пресвятой Богородицы, Казанская церковь) est une église orthodoxe de vieux-croyants de Russie située dans le village de Bezvodnoïe dans l'arrondissement (raïon) de Kstovo de l'oblast de Nijni Novgorod. Elle dépend de l'éparchie  de Nijni Novgorod-Vladimir de l'Église orthodoxe vieille-ritualiste russe. Elle est inscrite au patrimoine architectural d'importance régionale. Elle est consacrée à Notre-Dame de Kazan.

## Histoire

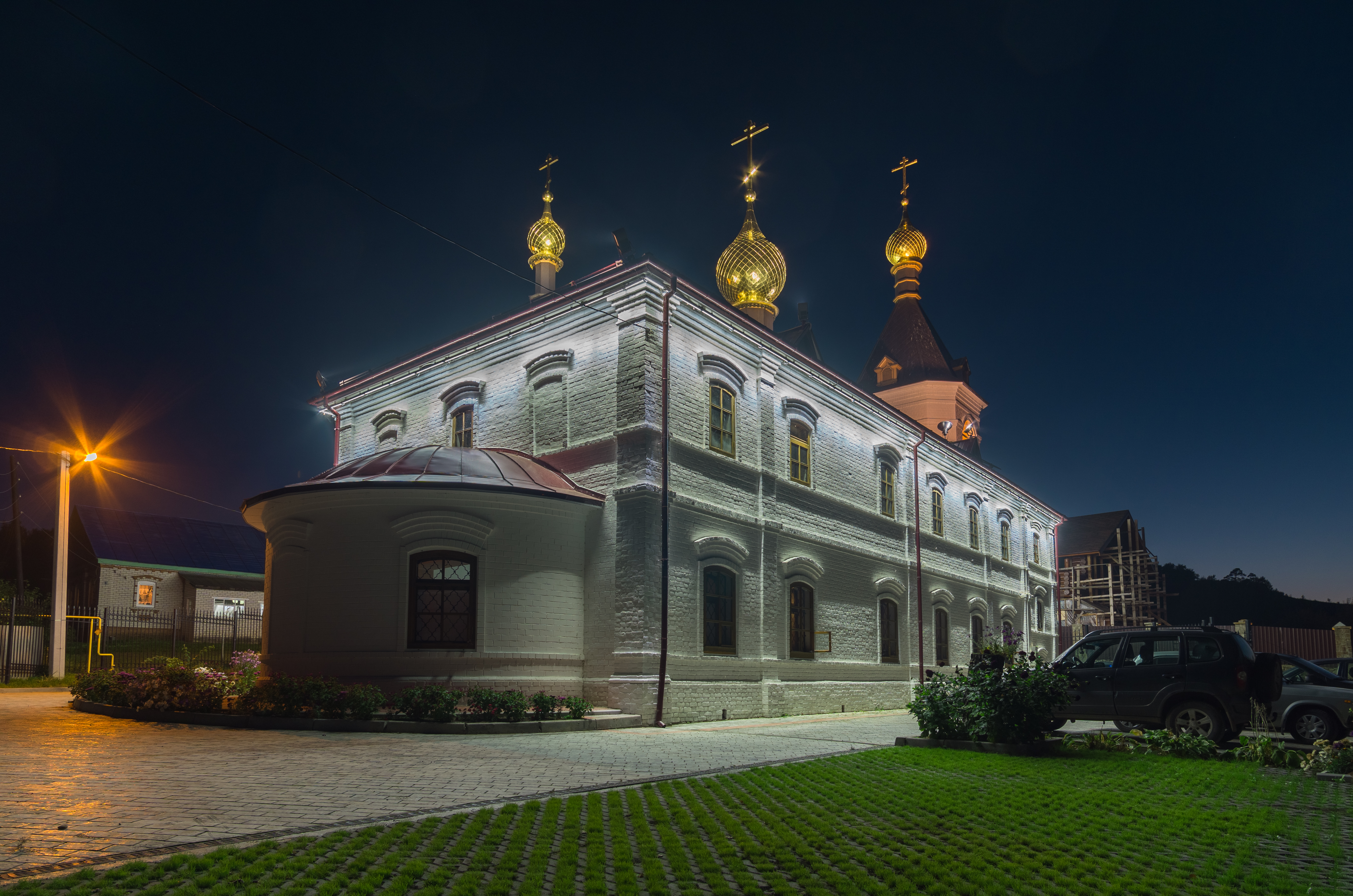
Vue de l'église de nuit.

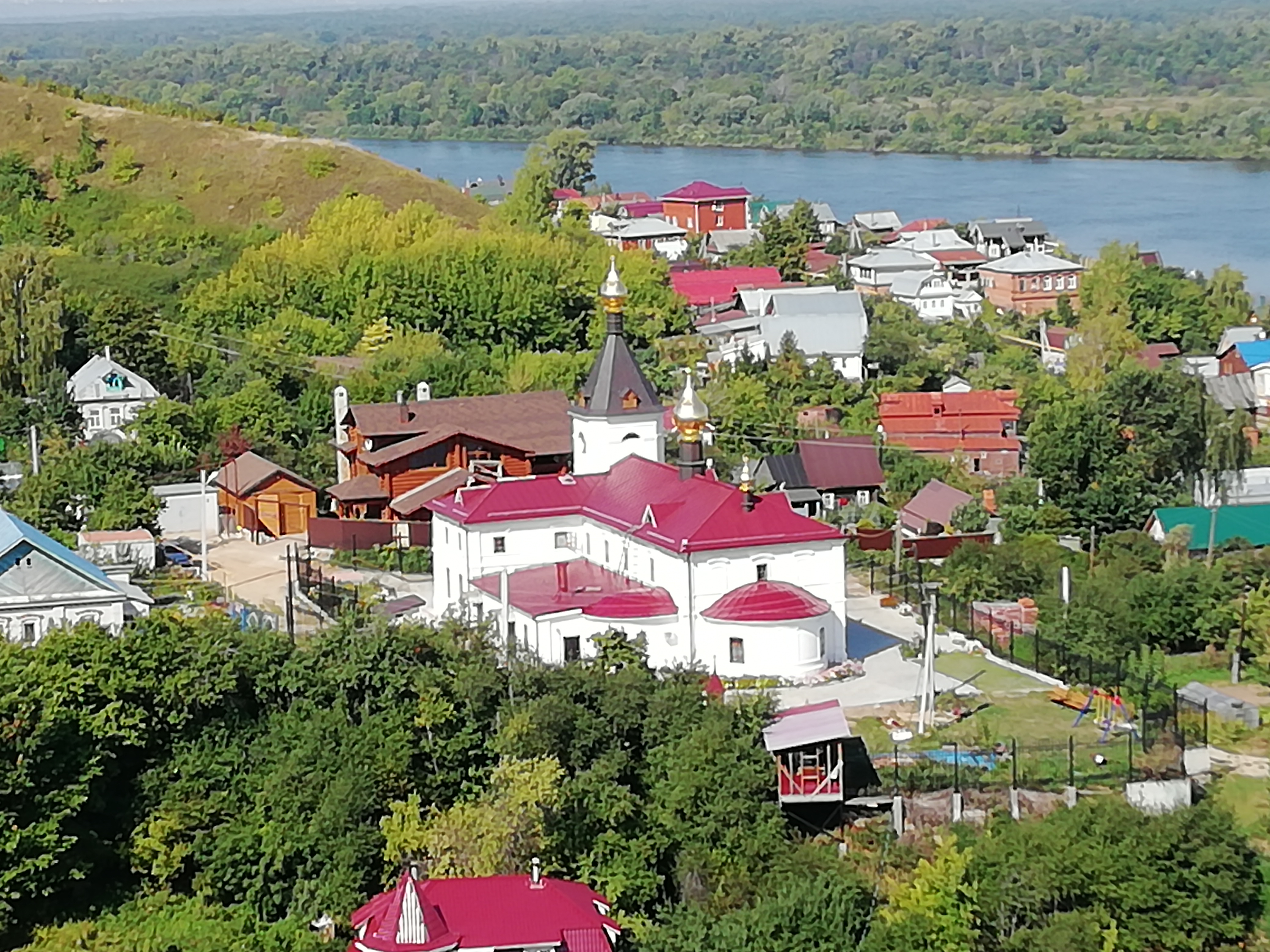
Vue de l'église à vol d'oiseau.

Une communauté importante de vieux-croyants se forme en 1881-1883 au village de Bezvodnoïe, rattachée à la confession de Belaïa Krinitsa. Elle parvient à réunir la somme suffisante pour faire construire une église, d'autant que la somme de quinze mille roubles est déjà donnée par le riche marchand Oustin Kourbatov, bien qu'il soit de l'obédience vieille-croyante sans prêtres. Les travaux au début des années 1890 se font dans l'illégalité formelle, mais les vieux-croyants reçoivent la permission orale du gouverneur de Nijni Novgorod, le général Nikolaï Baranov. Pour ne pas provoquer les autorités, l'église est bâtie sous la forme d'une fabrique sans ressembler à une église. Ce sont les paysans locaux qui la bâtissent sous la direction du paysan Krendeliev.
L'on construit un petit ermitage à côté de l'église avec une imprimerie pour diffuser des livres sur la foi des vieux-croyants, ainsi qu'un atelier d'hectographie. Les données sur les brochures éditées indiquent « imprimerie de Iași ». L'un des habitants de cet ermitage est le moine prêtre Arsène (Chvetsov), futur évêque.
En 1905, l'État russe assouplit le cadre de la loi régissant les religions et en 1906 la communauté vieille-croyante reçoit la permission d'enregistrer sa paroisse. Elle représente alors 273 paroissiens sous la direction du Père Nicolas Iossifovitch Voljankine. Ensuite l'aspect extérieur de l'édifice est arrangé avec des coupoles et un clocher. En 1912, le nombre des paroissiens s'élève à 400 fidèles.
Les autorités communistes locales ferment l'église en 1932. Les coupoles et le clocher sont démolis et les prêtres desservants sont fusillés. L'édifice sert de grange, puis est réaménagé en maison de la culture. La maison de la culture ferme dans les années 1990 car le bâtiment est insalubre.
La restauration commence en mai 2009. Le 30 août 2009, un recteur est nommé et l'église est consacrée en juin 2011 par le métropolite Corneille (Titov). L'autel secondaire saint Arsène de l'Oural (Arsène (Chvetsov)) est consacré en 2013.